# Passo de Miage
O Passo de Miage (em francês:  Col de Miage)  é um colo (passo de montanha) situado a 3367 metros de altitude na comuna de Courmayeur no Vale de Aosta do lado italiano, e Saint-Gervais-les-Bains, na Alta Saboia, do lado francês.

## Geografia
Este colo fica entre a cúpula de Miage e a Agulha de Bionnassay e perto do refúgio Durier ou do refúgio dos Conscritos.